# Port lotniczy Kete-Krachi
Port lotniczy Kete-Krachi – port lotniczy zlokalizowany w ghańskim mieście Kete-Krachi. Obsługuje połączenia lotnicze ze stolicą – Akrą.